# Gaultheria vaccinioides
Gaultheria vaccinioides là một loài thực vật có hoa trong họ Thạch nam. Loài này được Griseb. ex Wedd. mô tả khoa học đầu tiên năm 1860.